# Hypopyra endoxantha
Hypopyra endoxantha är en fjärilsart som beskrevs av George Francis Hampson 1913. Hypopyra endoxantha ingår i släktet Hypopyra och familjen nattflyn. Inga underarter finns listade i Catalogue of Life.